# Игнатенко, Светлана Владиславовна
 Игнатенко Светлана Владиславовна  (род. 20 декабря 1956) — российский искусствовед, Заслуженный деятель искусств РБ (2003), автор многочисленных книг, каталогов, статей по искусству Республики Башкортостан.

## Биография
Игнатенко Светлана Владиславовна родилась 20 декабря 1956 года в Уфе.
В 1979 году окончила исторический факультет Ленинградского государственного университета им. А. А. Жданова (кафедра истории искусств), (ныне — Санкт-Петербургский государственный университет).  После окончания университета получила направление в отдел рисунка Музея истории Ленинграда в Петропавловской крепости и направление в аспирантуру, однако вернулась работать в Уфу.
Член Союза художников РФ с 1996 года. Государственный стипендиат МК РФ (2010).
Живёт и работает в г. Уфе. Зам. директора по научной работе Башкирского государственного художественного музея им. М. В. Нестерова.
С 1997 года участвует в республиканских, региональных и всероссийских выставках (по разделу «Искусствознание»).
Семья: муж — заслуженный художник РБ, член Союза художников Российской Федерации С. Н. Игнатенко, двое сыновей Константин и Павел.

## Выставки
Выставка произведений заслуженного художника РБ, члена Союза художников Российской Федерации С. Н. Игнатенко (живопись) и заслуженного деятеля искусств РБ, члена Союза художников Российской Федерации С. В. Игнатенко (искусствоведение). 2011 г.

## Труды
- Вагапов Н. Г. Как всё начиналось… // Детская художественная школа № 1 имени А. Кузнецова: Юбилейное издание / Сост. С. В. Игнатенко, Р. Х. Мустаев; Авт. ст.: Р. Х. Мустаев, С. В. Игнатенко, Н. Г. Вагапов, А. М. Графова. — Уфа: Автор, 2005. — С. 31;
- Давид Бурлюк. Касим Девлеткильдеев. Александр Тюлькин: Каталог выставки / Авт. ст.: В. М. Сорокина, С. В. Игнатенко; Сост. кат.: В. М. Сорокина; С. В. Игнатенко; Сост. разделов: В. М. Сорокина, С. В. Игнатенко, А. А. Хардина, Л. В. Бондаренко; Науч. ред. С. В. Игнатенко. — Уфа: Автор: Автор-проект, 2007. — С. 7-8, 9, 11, 12;
- Игнатенко С. В. Терегулов и Нуриахметов: музейный ракурс / С. Игнатенко // Журнал Рампа. — 2011. — № 6. — С. 20-21;
- Игнатенко С. В. Бурлюк в Башкирии // Бельские просторы, 2009. — № 7;
- Игнатенко С. В. Научно исследовательская работа в БГХМ им. М. В. Нестерова. История, реальность, перспективы // Сообщения Башкирского государственного художественного музея имени М. В. Нестерова: юбил. изд. Уфа, 2001;
- Игнатенко С. В. Статьи «Галереи художественные», «Гульченко Алексей Николаевич», «Игнатенко Сергей Николаевич» Башкирская энциклопедия. т. 2. В-Ж. 2006. — 624 с. — ISBN 5-88185-062-9;
- Игнатенко С. В. Статьи «Инсталляция», «Конструирование и моделирование одежды художественное» Башкирская энциклопедия. т. 3. З-К. 2007. — 672 с. — ISBN 978-5-88185-064-7;
- Игнатенко С. В. Статья «Первая художественная. К 50-летию Детской художественной школы № 1 им. А. Кузнецова» журнал Бельские просторы;
- Игнатенко С. В. Статья «Песня жаворонка. К 75-летию со дня рождения Э. М. Саитова (1936—2004)», журнал Бельские просторы.
- Игнатенко С. В. Статья «Уфимский художественный кружок» Башкирская энциклопедия. т. 6. Советы нар. хозяйства-У. 2010. — 544 с. — ISBN 978-5-88185-071-5;
- Игнатенко С. В. Статья «Художник и солдат Константин Головченко», журнал Бельские просторы;
- Произведения М. В. Нестерова в музеях, галереях и частных собраниях России. Живопись. Графика: альбом-каталог. Санкт-Петербург, 2012;
- Профессиональное декоративно-прикладное искусство Башкортостана: кат. 2 й респ. выст. /авт.-сост. С. В. Игнатенко. Уфа, 2002; Объекты: кат. выст. Уфа, 2005;
- Современное изобразительное искусство Республики Башкортостан. Каталог выставки. Автор составитель Игнатенко С. В. Уфа. 2005;
- Творческое объединение «Артыш»: избр. произведения: каталог. Уфа, 2002;
- Тринадцатый Открытый республиканский конкурс детского художественного творчества им. А. А. Кузнецова. Живопись. Графика. Скульптура: Декоративно-прикладное искусство: Каталог / Авт.-сост. С. В. Игнатенко. — Уфа: Информреклама, 2004. — C. 4.
- Эрнст Саитов. Графика в собрании Башкирского государственного художественного музея им. М. В. Нестерова: альбом-каталог. Уфа, 2011.

## Награды и звания
- Заслуженный деятель искусств Республики Башкортостан (2003)
- Серебряная медаль «Духовность, традиции, мастерство» Секретариата СХ РФ (2010)
- Благодарность Президента Российской Федерации (2016) — за заслуги в развитии культуры и искусства, многолетнюю плодотворную деятельность[2]